# Alexandrovca, Ialoveni
Alexandrovca este un sat din cadrul comunei Gangura din raionul Ialoveni, Republica Moldova.

## Etimologie
Alexandrovca este formație toponimică de limbă rusă, originară din antroponimul Alexandr + sufixul -ovca, denumită în onoarea țarului rus Alexandru al III-lea. Mai târziu este ateste și cu denumirea de Alexandrenii Noi.

## Demografie

### Structura etnică
Structura etnică a localității conform recensământului populației din 2004:
| Grup etnic                                               | Populație | % Procentaj  |
| -------------------------------------------------------- | --------- | ------------ |
| Bulgari                                                  | 587       | 77,34%       |
| Băștinași declarați Moldoveni Băștinași declarați Români | 120 1     | 15,81% 0,13% |
| Ucraineni                                                | 27        | 3,56%        |
| Ruși                                                     | 16        | 2,11%        |
| Găgăuzi                                                  | 7         | 0,92%        |
| Alții                                                    | 1         | 0,13%        |
| Total                                                    | 759       |              |